# Растопчин Микола Петрович
Микола Петрович Растопчин (22 листопада 1884, місто Боровичі Новгородської губернії, тепер Новгородської області, Російська Федерація — 1 жовтня 1969, місто Москва, тепер Російська Федерація) — радянський державний і партійний діяч, голова виконавчого комітету Костромської губернської ради, голова Ярославського губернського комітету РКП(б). Делегат Установчих зборів Російської республіки 1917 року, член ВЦВК у 1919—1922 роках. Кандидат у члени Центральної контрольної комісії РКП(б) у 1923—1924 роках. Член Центральної контрольної комісії ВКП(б) у 1924—1934 роках.

## Життєпис
Народився в родині сільського вчителя. Навчався в Новгородському реальному училищі, з 1899 по 1903 рік — в Нижньогородському механіко-технічному училищі, звідки був виключений за революційну діяльність.
Член РСДРП(б) з 1903 року.
У 1905 році був одним із організаторів загального страйку на Санкт-Петербурзькому залізничному вузлі. Працював у підпільних більшовицьких організаціях в Астрахані, Тифлісі, Саратові. З 1906 по 1907 рік — у місті Владимирі, входив до складу комітету і організаційного бюро Владимирської окружної організації РСДРП. У квітні 1907 року заарештований, деякий час перебував у Владимирській в'язниці, потім був висланий до міста Тихвіна. Працював статистиком пенсійної каси Костромського губернського земства, вів революційну роботу в Костромі та Тулі. У 1909 році працював у підпільних гуртках міста Ярославля, в тому числі на Ярославській великій мануфактурі, обирався членом Ярославського комітету РСДРП.
У 1913 році заарештований, засуджений до адміністративного заслання в Олонецьку губернію. Із заслання втік, емігрував до Німеччини.
У 1914 році повернувся в Російську імперію, був відправлений вібувати заслання в Олонецьку губернію. У 1915 році звільнений, працював у Москві.
З березня по липень 1917 року — голова Костромського об'єднаного комітету РСДРП, редактор газети «Северный рабочий» в Костромі, завідувач Костромської міської біржі праці.
У липні 1917 — 1918 року — голова Костромської ради, голова Костромського міського комітету РСДРП(б) (РКП(б)). У листопаді — грудні 1917 року — комісар фінансів Костромського військово-революційного комітету.
У травні — червні 1918 року — голова виконавчого комітету Костромської губернської ради.
З жовтня 1918 року — військовий комісар Костромських піхотних курсів.
У жовтні 1919 — травні 1920 року — голова Ярославського губернського комітету РКП(б).
З 1920 року — на партійній роботі в Москві. У 1920—1922 роках — член бюро Московського губернського комітету РКП(б).
Брав участь у придушенні Кронштадтського повстання в березні 1921 року.
До 1929 року — голова Тверської губернської контрольної комісії ВКП(б).
У 1929 році — заступник голови Центральної контрольної комісії КП(б) Узбекистану та заступник народного комісара робітничо-селянської інспекції Узбецької РСР.
У 1929—1931 роках — голова Північної крайової контрольної комісії ВКП(б).
З 1931 року — на господарській роботі.
У 1941—1945 роках — на політичній роботі в Червоній армії.
З 1952 року — персональний пенсіонер у Москві. 
Помер 1 жовтня 1969 року в Москві. Похований на Новодівочому цвинтарі Москви.

## Нагороди
- два ордени Леніна
- орден Червоного Прапора (1923)
- медалі